# Tulung Harapan (Lempuing)
Tulung Harapan is een bestuurslaag in het regentschap Ogan Komering Ilir van de provincie Zuid-Sumatra, Indonesië. Tulung Harapan telt 1907 inwoners (volkstelling 2010).